# Triumph (Luizjana)
Triumph – jednostka osadnicza w Stanach Zjednoczonych, w stanie Luizjana, w parafii Plaquemines, nad Zatoką Meksykańską.